# 지식이전

더 나운 프로젝트의 지식 이전 아이콘

지식이전(knowledge transfer)은 사실이나 실제 기술에 대한 인식을 한 실체에서 다른 실체로 옮기는 것을 의미한다. 특정 상황에 따라 활성화되는 이전 과정의 특정 프로필은 (a) 이전될 지식의 유형과 그것이 어떻게 표현되는지(이 지식과 원천 및 수신자 관계)와 (b) 이전 작업의 처리 요구 사항에 달려 있다. 이러한 관점에서 인간의 지식 이전은 다양한 분야의 전문 지식을 포함한다: 심리학, 인지인류학, 지식 인류학, 언론정보학 및 미디어 생태학.

## 개요
"정보 시대" 동안 광범위한 정보 사용을 촉진하기 위한 전략의 급속한 발전으로 인해, 지식 이전, 학습, 전이학습, 지식 공유와 같은 용어들은 종종 상호 교환적으로 또는 동의어로 사용된다. 지식 이전, 학습, 전이학습의 개념은 밀접하게 관련된 용어로 정의되지만, 서로 다른 개념이다. 심리학의 관습적 용법에 따르면, 전이학습은 사람들이 이미 학습한 정보, 전략, 기술을 새로운 상황이나 맥락에 적용할 때 발생한다. 또 다른 학습 개념은 모든 동물과 심지어 특정 식물에게도 적용된다. 인간의 학습은 태어나기 전부터 시작된다. 인지심리학에 따르면, 학습은 무의식적인 그리고 심지어 임신 중 출생 전에도 감각 자극을 구별하는 비인지적 과정에서 시작된다. 위 두 가지와 달리 지식 이전은 양쪽의 의사를 요구하는 인간의 과정이다: 한쪽에서는 사실이나 기술을 공유하고, 다른 쪽에서는 새로운 지식을 습득하는 것(지식 이전의 정의 참조).
지식 이전과 지식 공유라는 용어를 구분하는 데 가장 중요한 어려움이 존재한다. 폴린과 선슨(2012)에 따르면, 이들의 구별은 다양한 저자들이 지식과 그 맥락 간의 관계를 다르게 표현하는 것에 기반한다. 지식 이전이라는 용어를 사용하는 과학자들은 지식을 맥락과 무관한 대상으로 간주한다; 그들은 지식 흐름에 좋은 조건을 조성하고자 할 때 가능하게 하는 요소를 증폭시키고, 불가능하게 하는 조건을 억제하며, 장벽을 포함한 장애물을 극복한다. 지식이 사회적 맥락에서 구성되며 맥락(또는 개인)과 분리될 수 없다고 믿는 학자들은 지식 공유를 사용하며, 이미 지식을 개발한 사람들의 도움을 받아 개인 지식을 개발해야 하는 개인에게 더 잘 맞는 "공간" 또는 "환경"의 개발에 더 중점을 둔다. 또 다른 접근 방식은 지식 공유가 지식 이전의 하위 집합이라고 제안한다. 지식 공유는 개인화 전략을 사용하는 선형(단방향) 프로세스를 의미한다. 지식 이전은 비선형(양방향) 프로세스이며, 단방향으로 진행될 수도 있다(지식 공유의 선형 프로세스와 같이). 탕가라자 외 동료들(2016)에 따르면, 지식 이전의 본질적인 특성은 사용되는 전략에 의해 구별된다는 것이다. 실제로, "이전(transfer)"이라는 단어의 의미는 사전이 이를 "누군가 또는 무언가를 한 장소, 차량, 사람 또는 그룹에서 다른 곳으로 옮기는" 과정으로 정의하기 때문에 목적을 암시한다. 대조적으로, "공유(sharing)"는 목표 없이 "누군가와 동시에 무언가를 갖거나 사용하는 것"을 의미한다.
관련 지식 분야에 대한 간략한 개요는 학자들이 현재 주제를 연구할 때 고려하는 주요 개념들을 소개한다.
인지인류학에서 학자들은 공유 지식의 패턴을 연구하는 경향이 있다. 인지인류학은 다른 집단의 사람들이 무엇을 알고 있으며, 그 암묵적 지식이 사람들이 주변 세상을 인식하고 관련하는 방식에 어떻게 영향을 미치는지에 관심을 가진다. 이 분야는 문화가 인지 스키마(과거 경험의 능동적 조직을 담당하는 문화 특정 정신 구조로, 전체 활성화를 의미한다) 발달에 미치는 영향을 이해하려고 시도한다. 인지인류학자들은 이러한 특성이 지식 이전에 어떻게 영향을 미치는지 이해하기 위해 문화의 특정 필수적인 측면을 식별하고 체계화하기 위해 노력한다. 동일한 문제에 대한 인지 스키마는 다른 문화마다 다를 수 있기 때문에, 다른 환경에서의 지식 이전의 특수성은 중요하다.
심리학에서 지식 이전은 또한 인지 스키마의 개념에 기반하며, 동화와 조절이라는 필수적인 과정을 포함한다. 동화는 기존 인지 스키마의 틀 내에서 새로운 정보를 해석하는 것을 의미한다. 이는 새로운 정보에 맞추기 위해 기존 스키마를 재사용하는 것이다. 조절은 기존 스키마에 맞지 않는 것들을 처리하기 위해 새로운 지식 스키마를 만들기 위해 습득한 지식에 작은 변화를 가하는 것을 의미한다. 심리학적 관점에서 지식 이전은 기존 인지 스키마에 의한 동화를 위한 이전된 지식의 변환 가능성과 조절에서 새로운 인지 스키마를 생성하기 위한 원천적 실천의 번역 가능성과 관련된다.
언론정보학에서 "송신자", "수신자", "메시지", "채널", "신호", "부호화", "해독", "잡음", "피드백", "맥락"과 같은 기본 개념은 다양한 방식으로 분류되는 여러 모델에 나타난다. 커뮤니케이션 모형은 모든 모델의 주요 속성을 따른다: 매핑(객관적 현실에 존재하는 것을 에뮬레이트하는 것); 축소(모델의 생성자 또는 사용자에게 관련성이 있는 것으로 보이는 속성만 포함하는 것); 실용주의(원래와 모호하게 관련되지 않는 것). 언론정보학은 지식 이전을 설명하기 위한 두 가지 주요 모델 범주를 인식한다. 선형 방향 범주는 메시지가 통신자로부터 청중에게 흐르는 단방향 프로세스를 제시한다. 반대로 비선형 범주는 다방향적이다: 메시지가 참가자들 사이에서 앞뒤로 전송된다.
조직이론에서 지식 이전은 조직의 한 부분에서 다른 부분으로 지식을 이전하는 실제적인 문제이다. 지식 경영과 마찬가지로, 지식 이전은 지식을 조직하고, 생성하고, 획득하거나, 배포하며, 미래 사용자를 위해 가용성을 보장하는 것을 추구한다. 이것은 단순한 커뮤니케이션 문제 이상으로 간주된다. 만약 단순히 그것이었다면, 비망록, 이메일 또는 회의가 지식 이전을 달성했을 것이다. 지식 이전은 다음과 같은 이유로 더 복잡하다:
- 지식은 조직 구성원, 도구, 작업 및 그 하위 네트워크에 존재하며[30]
- 조직 내 많은 지식은 암묵적이거나 명확하게 표현하기 어렵다.[31]

이 주제는 1990년대부터 지식 관리라는 제목으로 다루어져 왔다. 이 용어는 국제적 수준의 지식 이전에도 적용되어 왔다.
사업에서 지식 이전은 현재 인수 합병의 일반적인 주제가 되었다. 이것은 기술 플랫폼, 시장 경험, 경영 전문 지식, 기업 문화 및 기업의 역량을 향상시킬 수 있는 기타 지적 자본의 이전에 중점을 둔다. 기술 능력과 지식은 글로벌 경쟁에서 기업의 역량에 매우 중요한 자산이므로, 지식 이전의 실패는 기업에 부정적인 영향을 미치고 값비싸고 시간이 많이 소요되는 M&A가 기업에 가치를 창출하지 못하게 할 수 있다.

## 역사
인간 간의 지식 이전은 약 8만 년 전 행동 현대성의 "거대한 도약" 시점으로 거슬러 올라가며, 언어의 기원은 기원전 10만 년 전까지 거슬러 올라간다. 많은 학자들은 현대 인간의 행동이 추상적 사고, 계획의 깊이, 상징적 행동(예: 예술, 장식품), 음악과 춤, 대규모 사냥감 활용, 블레이드 기술 등으로 특징지어질 수 있다고 동의한다 — "행동 현대성의 지표로 받아들여지는 일련의 특성들"
지식 이전의 과학적 연구는 20세기 상반기에 시작되었으며, 주로 개인의 혁신 채택에 초점을 맞췄다. 1943년 라이언과 그로스(1943)는 혁신의 확산을 대인 접촉이 중요한 역할을 할 수 있는 필수적인 사회적 과정으로 인식했다.
1945년 이후의 기간은 정보 시대로 특징지어졌으며, 이는 정보의 더 넓은 사용을 촉진하기 위한 전략 개발 동기를 증가시켰다. 제2차 세계대전 이후, 세 가지 주요 요구 사항이 이 주제에 대한 학술 연구를 장려했다: (a) 더 큰 경제 성장을 자극하기 위한 급속한 기술 변화에 대한 열망; (b) 국방 및 우주 관련 연구에서 발생하는 기술 이전을 강화하려는 열망; (c) 건강, 교육 및 인간 서비스 분야에서 혁신 채택을 촉진하려는 열망. 수많은 연구는 다양한 지식 배포 전략을 시험했다: 인쇄물, 영화, 비디오테이프, 오디오 카세트, 상담, 조직 개발, 기술 지원, 네트워크 배치, 훈련 회의 및 워크숍, 참여 관찰.
1991년, 백커(1991)는 지식 활용을 위한 6가지 중요한 포인트를 제안했다:
- 대인 접촉: 새로운 환경에서 혁신이 사용되려면 원천과 수신자 사이에 직접적이고 개인적인 접촉이 필요하다;[41]
- 계획 및 개념적 예측: 새로운 환경에서 혁신이 어떻게 채택될지에 대한 신중한 계획;[41]
- 변화 과정에 대한 외부 자문;[41]
- 사용자 중심 정보 변환: 혁신에 대해 알려진 내용은 수신자에게 번역되어야 한다;[41]
- 개인 및 조직적 챔피언십: 영향력 있는 직원 및 조직 리더가 채택에 대한 열정을 표현한다;[41]
- 잠재적 사용자 참여: 조직 변화의 결과와 함께 살아가야 할 모든 사람이 혁신 채택 계획에 참여해야 한다.[41]

다시 나타난 초기 몇 년 동안, 지식 이전 개념은 일반적으로 기업의 지식 기반 이론 개념과 함께 다루어졌다. 여기에서 가장 흔히 인용되는 저자 중 한 명은 특히 기업 내 지식과 관련하여 지식 이전의 개념을 수많은 책과 논문에서 개발한 술란스키였다. 그의 초기 연구는 지식이 기업의 자산으로 간주된다고 명확히 명시했다. 술란스키의 박사 논문("Exploring internal stickiness: Impediments to the transfer of best practice within the firm")은 기업 내 지식 이전이 인센티브 부족 이외의 요인에 의해 저해된다고 제안했다. 최적 사례에 대한 지식이 기업 내에서 광범위하게 접근 가능한 상태로 유지되는 정도는 그 지식의 본질, 지식이 어디서(또는 누구로부터) 오는지, 누가 그것을 얻는지, 그리고 어떤 이전이 발생하는 조직적 맥락에 달려 있다. "끈적임(Stickiness)"은 정유 공장 주변에서 유체가 순환하기 어려운 문제(유체의 고유 점성 효과 포함)에서 유래한 은유이다. 그의 분석이 다른 역학과 보상이 적용되는 과학 이론에는 적용되지 않는다는 점은 주목할 가치가 있다.
아르고트와 잉그램(2000)은 지식 이전을 "한 단위(예: 그룹, 부서 또는 사업부)가 다른 단위의 경험에 의해 영향을 받는 과정"(p. 151)으로 정의했다. 그들은 조직 지식(즉, 일상적이거나 최적 사례)의 이전은 수신 단위의 지식이나 성과 변화를 통해 관찰될 수 있다고 추가로 지적했다. 지식 이전의 이점이 잘 알려져 있음에도 불구하고, 과정의 효율성은 상당히 다양하다. 최적 사례와 같은 조직 지식의 이전은 달성하기 매우 어려울 수 있다.

## 현대 이론
지식 이전은 조직에 다양한 결과를 가져올 수 있다: 의사 결정 향상, 고객 관계 개선, 혁신 성과, 재무 성과, 이전 효율성, 이전 효과성, 특허, 신제품 개발 및 기술 리더십. 지식 이전에 대한 문헌이 증가함에 따라 두 가지 연구 유형이 나타나고 있다. 한 유형의 연구는 개인 수준을 이해하고 그룹 역학으로 확장하는 데 중점을 둔다(예: 신뢰, 존중, 관계, 자기 효능감을 더 잘 이해하는 것을 목표로 함). 두 번째 유형의 연구는 조직 수준에 중점을 둔다(예: 문화적 측면, 구조, 보상 및 인정, 정책 규범, 훈련, 관계 등을 논의함).
- 혁신의 진화 이론: 이 이론은 외부 지역 네트워크 임베딩과 관련이 있으며, 자회사의 외부 지역 네트워크와의 관계 임베딩이 지역 혁신 개발에 필수적이라고 명시한다.[48] 이는 기능 영역에서 이전의 역방향 지식 이전의 역할을 강조한다; 이러한 이전의 역방향 지식 이전으로 인해 지역 혁신이 글로벌 혁신으로 변환될 가능성이 더 높다.[48] 역방향 지식 이전은 내부 임베딩을 나타내며, 이는 지역 혁신을 글로벌 혁신으로 변환하는 데 필수적이다. 이 이론은 자회사의 외부 지역 네트워크와의 관계 임베딩이 지역 혁신과 긍정적으로 연관되어 있다고 주장한다.[48]
- 제도 이론: 이 이론은 기업이 혁신 해외 아웃소싱을 통해 얻을 수 있는 이점이 본국의 제도적 환경에 달려 있다고 주장한다. 이는 역방향 지식 이전 또는 혁신 관련 활동과 관련하여 제도적 차익 거래를 촉진하는 제도를 탐구한다.[49]
- 국제화 이론: 이 이론은 R&D 국제화 전략(해외와 본국 간의 지식 흐름)의 기업 수준 및 국가 수준 선행 요인에 초점을 맞추며, 신흥 경제국 기업과 선진 경제국 기업 간의 차이점을 다룬다. 이는 본국 기반 활용 전략이 주로 기업 수준 요인에 의해 주도된다고 주장한다. 본국 기반 강화 전략은 주로 국가 수준 요인에 의해 주도된다.[50]
- 기업의 지식 기반 관점: 이 연구는 지식의 암묵성이 조절될 때 마케팅 지식 유입의 촉진과 그것이 자회사의 신제품 개발 능력에 미치는 영향에서 강력한 자회사 리더십과 기업가 정신 문화의 역할을 조사한다.[51] 이는 자회사의 강력한 리더십 지원과 기업가 정신 문화가 본사 및 동료 자회사로부터 마케팅 지식 유입을 촉진하는 근본적인 메커니즘이라고 주장한다. 또한, 마케팅 지식 유입은 해당 자회사의 혁신 능력을 향상시킨다. 암묵적 지식은 마케팅 지식 이전에 상충되는 조절 효과를 행사하며, 자회사의 지식 관리에 독특한 함의를 가진다.[51]
- 조직 학습 이론: 이 이론은 지식 이전 중 지식 유출의 역할을 연구함으로써 지식 유입이 조직 단위의 혁신에 미치는 긍정적인 영향에 대한 지식에 기여한다.[52] 이 논문은 지식 유출이 자기 학습 메커니즘과 공정성 평가 메커니즘을 통해 혁신에 영향을 미치며, 팀 혁신에서 독특하고 중요한 역할을 한다고 주장한다. 이론적 모델은 조직 단위에서 직원의 혁신 행동에 대한 총체적이고 균형 잡힌 지식 흐름의 독특하고 시너지 효과를 조사한다.[52]
- 자원 기반 관점: 이것은 경영진의 하향식 지식 이전이 중간 관리자의 개인적 양손잡이 능력과 의사 결정 성과에 미치는 영향에 대한 연구이다. 하향식 경영 지식 유입은 중간 관리자의 전략적 의사 결정과 단기 및 장기 성과에 도움이 된다.[53]
- 사회 자본 이론: 이 연구는 다국적 기업에서 조직 혁신을 촉진하기 위한 다양한 지식 관리 관행의 중요성을 분석한다. 이는 국제화, 역방향 지식 이전, 사회 자본 및 조직 혁신 간의 연결을 다룬다.[54] 내재화는 조직 혁신에 직접적인 영향을 미치지 않지만, 외부 자회사에서 본사로의 지식 이전을 통해 간접적으로 영향을 미친다. 이 지식과 내부 및 외부 사회 자본으로부터의 다른 지식은 혁신 개발에 필수적이다.[54]
- 사회 연결망 이론: 이 이론은 국제 비즈니스 연구와 사회 이론을 결합하여, 외부 지식 출처를 광범위하게 활용하는 자회사는 지역 기업으로 지식 유출을 생성할 가능성이 더 높다는 것을 보여준다.[55] 이는 상호 지식 연결을 구축하는 데 도움이 되는 신뢰를 구축하려는 자회사의 의지로 설명될 수 있다고 주장한다.[55]
- 상위 경영진 이론: 이 이론은 미시적 기반 접근 방식을 사용하여 다국적 기업(MNE) 자회사의 혁신 성과 선행 요인을 다룬다. 해외 자회사의 혁신 창출 능력은 MNE의 성과 향상에 점점 더 중요한 역할을 한다. 이 연구는 자회사 최고 경영진 팀의 국제 경험과 CEO의 산업 경험이 자회사 혁신에 긍정적인 영향을 미친다고 제안한다.[56]

"지식 활용", "연구 활용" 및 "실행"과 관련된 세 가지 개념은 건강 과학에서 새로운 아이디어, 실천 또는 기술을 임상 환경에서 일관되고 적절하게 사용하는 과정을 설명하는 데 사용된다. 지식 활용/실행(KU/I) 연구는 근거중심의학 운동과 효능이 입증된 의료 행위가 실제 환경에서 일관되게 사용되지 않는다는 연구 결론의 직접적인 결과이다.
조직 내 및 국가 간 지식 이전은 특히 권력 관계(예: 고용주와 피고용인) 또는 지식 자원에 대한 상대적 필요 수준(예: 선진국과 개발도상국)에 불균형이 있을 때 윤리적 고려 사항을 제기한다.
지식 이전은 기술이전을 포함하지만, 그 이상을 포괄한다.

## 메커니즘

### 메시지
지식의 번역은 실체가 명시적 및 암묵적 형태로 소유한 지식의 탈맥락화 및 재맥락화를 의미한다(개요 섹션 참조). 명시지는 쉽게 표현되고, 개념화되고, 부호화되고, 형식화되고, 저장되고, 접근될 수 있는 사실이나 기술에 대한 인식이다. 암묵적 지식은 사람들이 소유하지만 부호화되지 않고 반드시 쉽게 표현되지 않을 수도 있는 기술, 아이디어 및 경험으로 정의할 수 있다.
노나카 교수(2009)에 따르면, 명시적 지식과 암묵적 지식 간의 구별은 지식이 나선형 방식으로 상호 작용하는 네 가지 기본 번역 패턴을 제안한다.
- 암묵적 지식에서 암묵적 지식으로
- 암묵적 지식에서 명시적 지식으로
- 명시적 지식에서 명시적 지식으로
- 명시적 지식에서 암묵적 지식으로.[60]

지식 이전은 작고 상호 교환 가능한 의미 단위의 사슬의 전송으로 볼 수 있다. 지식 이전 단위는 정확하게 통신될 수 있는 최소한의 정보량으로 정의되었다.

### 채널
언론정보학은 메시지 교환의 다양한 양식을 설명하는 커뮤니케이션 모형을 도입하여 커뮤니케이션 과정에 대한 우리의 이해를 체계화한다(섹션 "개요"도 참조). 명시적 지식의 경우, 모든 모델은 단순한 도식으로 축소된다. 원천(언론정보학 용어로는 송신자)은 정보를 메시지로 부호화하여 채널을 통해 수신자(수신기)에게 보낸다. 수신자는 원래 아이디어를 이해하기 위해 메시지를 해독해야 하며, 일종의 피드백을 제공한다. 두 경우 모두, 세 번째 플레이어는 메시지를 방해하고 왜곡할 수 있는 잡음이다. 선형(단방향 프로세스) 및 비선형(다방향)이라는 두 가지 지식 이전 모드는 다양한 모델 구성을 포함한다.

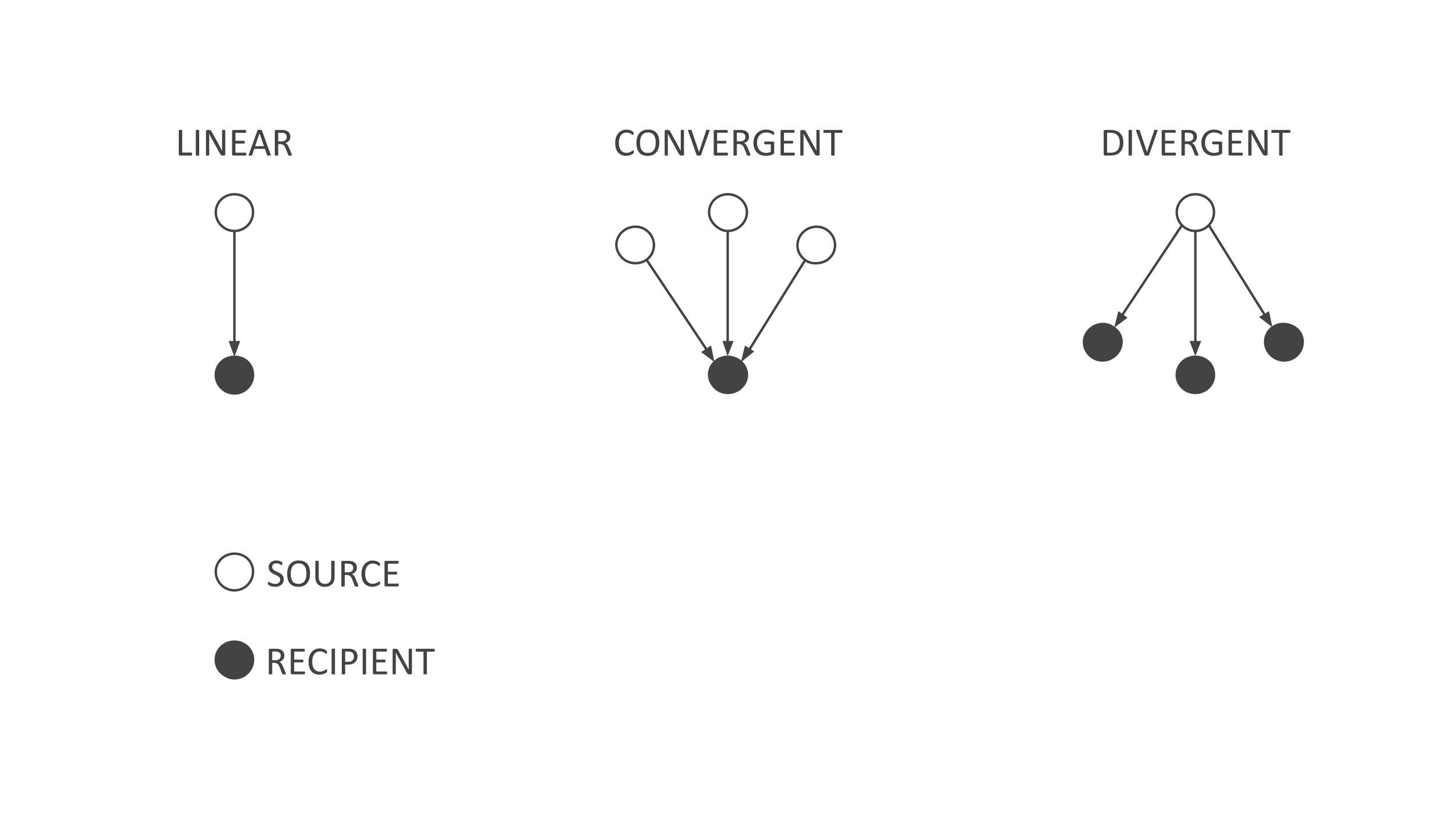
선형, 발산형, 수렴형 지식 이전

예를 들어, Sailer와 동료들(2021)에 따르면, 원천과 수신자의 수에 따라 모든 유형의 지식 이전은 선형, 발산형, 수렴형의 3가지 하위 유형으로 축소될 수 있다. 선형 지식 이전은 하나의 원천과 하나의 수신자가 있을 때 발생한다(예: 한 사람이 다른 사람에게 특정 주제를 설명할 때). 발산형 지식 이전은 하나의 원천과 여러 수신자가 있을 때 발생한다(예: 팀 리더가 팀을 위해 특정 작업을 설명할 때). 수렴형 지식 이전은 한 수신자가 다른 원천으로부터 정보를 얻을 때 발생한다. 수렴형 지식 이전의 전형적인 예는 환자가 여러 의사로부터 상태에 대한 정보를 받을 때이다. 수렴형 지식 이전은 특정 주제에 대한 심층적인 지식을 생산하는 데 특히 효율적이다.
2009년 MIT 교수들을 대상으로 한 설문조사에서는 중요도 순으로 다음과 같은 지식 이전 채널이 확인되었다.
1. 공식 컨설팅;
2. 출판물(저널 및 학회 논문);
3. 업계에서 전 학생 고용;
4. 연구 협력;
5. 학생 공동 지도;
6. 특허 및 라이선스;
7. 비공식 대화;
8. 학회 발표.

암묵적 지식의 이전은 아직 연구되지 않았다.

### 절차
주요 이론가들의 기여를 바탕으로 (위 섹션 참조), 지식 이전 과정에 대한 안내는 다음 번역 절차로 일반화될 수 있다:
1) 첫 번째 단계는 기존 이론이 제안하는 번역 형성에 있어 다중 행위자, 그들의 다른 이해관계, 인식, 해석을 고려한 이전 설계를 확립하는 것을 목표로 한다:
- 조직 내 지식 보유자 식별
- 공유 동기 부여
- 원천 및 수신자 맥락의 차이 탐색 및 공식화,[1] (a) 원천과 수신자 간의 유사성(번역 가능성 여부), (b) 번역의 SWOT 분석 설계를 위함
- 혁신에 대해 알려진 내용을 수신자에게 번역하여 사용자 중심 정보 변환을 생성해야 한다는 이해[41]
- 지식 보유자로부터 얻은 지식의 탈맥락화[1]
- 추상적 표현을 수신자 맥락의 구체적인 물질화된 실천으로 번역하여 이전 지식의 맥락화[1]
- 계획 및 개념적 예측을 통해 이전을 용이하게 할 공유 메커니즘 설계: 새로운 환경에서 혁신이 어떻게 채택될지에 대한 신중한 계획[41]
- 새로운 지식 채택에 대한 열정을 표현하는 수신자 조직의 영향력 있는 직원 및 조직 리더 식별(개인 및 조직적 챔피언십)[41]
- 잠재적 사용자 참여: 조직 변화의 결과와 함께 살아가야 할 모든 사람이 혁신 채택 계획에 참여해야 한다[41]

2) 두 번째 단계는 첫 번째 단계의 활동을 기반으로 이전 설계 규칙을 형성한다:
- 원천과 수신자 간의 직접적이고 개인적인 접촉 확립[41]
- 범위 내에서 최상의 번역 모드 식별: 재현 모드, 수정 모드, 급진 모드[1]
- 이전 계획 실행

3) 세 번째 단계는 번역이 어떤 차이를 만드는지 연구하는 것을 목표로 한다:
- 이전을 보장하기 위한 측정
- 이전된 지식 적용
- 모니터링 및 평가

## 공공 및 민간 영역 간
선진 경제가 자원 기반 생산에서 지식 기반 생산으로 전환하면서, 많은 국가 정부는 "지식"과 "혁신"을 경제성장, 사회 개발, 일자리 창출의 중요한 원동력으로 점점 더 인식하고 있다. 이러한 맥락에서 '지식 이전' 촉진은 점점 더 공공 정책 및 경제 정책의 주제가 되어왔다. 그러나 변화하는 글로벌, 국가 및 지역 정부 프로그램의 긴 목록은 '자유' 연구(흥미와 민간 부문의 '단기' 목표에 의해 동기 부여되는 연구)와 공공 이익 및 일반적인 공공재를 위한 연구 간의 긴장을 보여준다.
산업과 대학 간의 협력 증가 가능성에 대한 근본적인 가정은 현재의 많은 혁신 문헌에서도 강조되고 있다. 특히 개방형 혁신 접근 방식은 대학이 "외부 아이디어에 접근하기 위한 중요한 원천"이라는 가정에 명시적으로 기반을 두고 있다. 더욱이, 대학은 "부의 창출과 경제 경쟁력에 기여하는 거대하고, 대체로 알려지지 않았으며, 확실히 충분히 활용되지 않은 자원"으로 간주되어 왔다.
대학 및 기타 공공 부문 연구 기관(PSRO)은 수년 동안 공공 생산 지식 영역과 이를 사적으로 활용하는 영역 사이의 경계를 넘어 지식을 이전하는 데 많은 실질적인 경험을 쌓아왔다. 많은 대학과 PSRO는 지적 재산(IP) 권리를 발견, 보호 및 활용하고, IP가 민간 기업으로 성공적으로 이전되거나 활용을 목적으로 설립된 신생 기업에 귀속되도록 프로세스 및 정책을 개발했다. PSRO 및 대학에서 생산된 IP를 상용화하는 경로는 라이선싱, 합작 투자, 신생 기업 설립 및 로열티 기반 할당을 포함한다.
미국의 AUTM, 영국의 지식 이전 연구소, 스웨덴의 SNITTS, 유럽의 유럽 과학 기술 이전 전문가 협회와 같은 기관들은 공공 및 민간 부문의 지식 이전 전문가들이 최적의 관행을 식별하고 PSRO/대학에서 생산된 IP 관리를 위한 효과적인 도구 및 기술을 개발할 수 있는 통로를 제공해 왔다. 지식 이전 실무자를 위한 온라인 실천 공동체도 연결을 용이하게 하기 위해 등장하고 있다(예: The Global Innovation Network 및 knowledge Pool).
영국에서 2003년 램버트 검토의 주제는 기업-대학 협력이었다.
신경교육은 교수법의 질을 향상시키고 소위 연구-실천 격차를 줄이고자 한다.

## 지식 경제에서
지식경제의 생산 요소가 이전 경제 모델의 그것들을 광범위하게 재편하고 대체함에 따라, 연구자들은 조직 지식의 관리 및 처리를 조직 성공에 필수적이라고 특징지었으며, 특히 지식 이전은 기술 공유, 인력 이전 및 전략적 통합의 실천에서 핵심적인 역할을 한다고 보았다.
지식 이전은 또한 투자 프로그램을 통해 의도적으로든 의도치 않게든 기술, "암묵적 지식"을 포함한 경영 및 조직 관행과 같은 능력의 형태로 달성될 수 있다. 예를 들어, 아프리카 국가들에 대한 외국인 투자는 일부 지식 이전을 제공하는 것으로 나타났다.

### 기업 경쟁 우위로서
지식, 특히 지식 이전은 탈산업 시대의 핵심 자원으로 부상했다. 이는 지속 가능한 경쟁 우위를 창출하는 중요한 자원이 된다. 자원 기반 관점(RBV)은 지식을 경쟁 우위의 주요 원천으로 강조한다. 따라서 지식 이전은 조직에게 희귀하고 가치 있으며 불완전하게 모방 가능하며 대체 불가능한 전략적 축이 된다. 더욱이, 지식 기반 관점(KBV)에 따르면, 조직이 더 많은 지식을 가질수록 새로운 지식을 더 많이 학습할 수 있으므로, 지식 기반 경쟁 우위는 시간이 지남에 따라 지속 가능할 것이다.
조직에서 지식은 직원들끼리 정기적으로 전달된다. 그 결과 조직 자원이 증가 및 업데이트되어 직원들이 자신의 업무 방식을 개선하고 조정할 수 있게 된다. 직원의 능력 습득은 조직의 성과와 밀접하게 연관되어 있으며, 이는 주로 직원이 축적하고 실제로 적용한 능력의 결과이다.
지식 이전의 주목할 만한 효과 중 하나는 이익 증대와 경쟁 우위의 개발이다. 간단히 말해서, 경쟁 우위는 조직이 외부 지식을 사용하여 핵심 역량을 강화할 수 있는 가능성이다. 이를 위해 세 가지 요소가 측정하도록 정의되었다:
- 지식 이전은 연구 개발 능력 개발에 기여한다;
- 지식 이전은 오래된 기술을 새로운 기술로 대체할 기회를 제공한다;
- 지식 이전은 연구 개발 시간 단축에 기여한다.

이 세 가지 요소는 조직이 경쟁사보다 우수하거나 동등한 능력을 보유할 때 가능하며, 이를 통해 경쟁 우위를 확보할 수 있다. 이러한 상황에서 지식 이전은 조직이 이미 획득한 기본 지식의 진화, 특히 개발에 영향을 미친다. 이러한 획득은 조직 성과 향상으로 나타나며, 따라서 경쟁 우위 확보로 이어진다.

## 경관생태학에서
경관생태학에서 지식 이전은 이 지식의 적용을 장려할 목적으로 경관생태학에 대한 이해를 높이는 일련의 활동을 의미한다. 산림 경관생태학의 관점에서 지식 이전에 영향을 미치는 다섯 가지 요소는 연구 능력의 생성, 적용 가능성, 지식 사용자, 인프라 용량, 그리고 지식이 이전되는 과정이다(Turner, 2006).

## 플랫폼
최근 추세는 지식 이전 및 협업을 최적화하는 것을 목표로 하는 온라인 플랫폼의 개발이다. IT 시스템은 조직과 사람들이 정보와 지식을 공유하는 데 도움을 주려는 일반적인 컴퓨터 플랫폼/시스템이다. IT 시스템은 조직에 중요한 지식을 저장하고, 공유하고, 수집할 수 있다. 실제로는 IT 시스템 또는 지식 관리 시스템의 필요성이 종종 전략적이다. 다양한 지식 관리 시스템과 플랫폼은 중요한 지표를 식별, 이전, 공유 및 표시하려는 데이터 시스템에 큰 이점을 제공할 수 있다. 다양한 지식 이전 플랫폼은 지식을 더 빠르고 효율적으로 공유하는 도구이다. 주요 아이디어는 사람들이 데이터와 지식으로 생산적으로 작업할 수 있도록 돕는 것이다.
- 지식 관리 시스템 (KMS)은 지식 관련 작업을 관리하는 데 조직을 돕기 위해 설계된 컴퓨터 기반 시스템이다. 여기에는 예를 들어 문서 관리, 협업 또는 소셜 네트워킹이 포함된다. 가장 일반적으로 사용되는 지식 관리 시스템 중 일부는 마이크로소프트 셰어포인트, 콘플루언스 및 Documentum이다.[83][84]
- 학습 관리 시스템 (LMS)은 교육 과정 및 훈련 프로그램을 관리, 제공 및 검사하는 데 도움이 되는 소프트웨어 애플리케이션이다. 이는 온라인 또는 혼합 학습을 지원하고 학습 결과를 추적하기 위해 직장에서 사용될 수 있다. 이러한 시스템에는 블랙보드 런 또는 무들이 포함되지만, 기업은 구글 클래스룸, 세컨드 라이프, Edmondo 또는 기타 시스템을 회사 요구 사항에 맞게 올바르게 조정하는 경우 사용할 수 있다.[85][86]
- 엔터프라이즈 소셜 네트워크 (ESN)는 조직 내 사용을 위해 명시적으로 설계된 특정 소셜 미디어 플랫폼을 의미한다. 이러한 플랫폼은 일반적으로 인스턴트 메시징, 직접 메시징 및 파일 공유와 같은 기능을 포함한다. ESN은 집단 지성을 모으고 생산성을 향상시키기 위한 지식 관리 기술의 한 형태로 널리 간주된다. 일반적으로 사용되는 플랫폼은 마이크로소프트 팀즈, 야머 또는 슬랙이다.[87][88]
- 화상 회의 도구는 지식 이전을 단순화하는 도구로 점점 더 인기를 얻고 있다. 화상 회의의 인기는 주로 원격 근무 및 온라인 학습의 증가 추세 때문이다. 지식 이전에서 화상 회의의 가치는 팀 구성원 간의 즉각적인 통신, 협업 및 피드백에서 비롯된다. 화상 회의 도구의 사용은 일반적으로 이전에 언급된 다른 지식 이전 플랫폼의 사용과 함께 이루어진다. 이러한 플랫폼에는 줌, 마이크로소프트 팀즈, 구글 미트, 스카이프, 시스코 웹엑스 등이 있다.[89][90]
- 가상 현실(VR) 및 증강 현실(AR) 플랫폼은 매력적인 경험을 창출할 수 있는 잠재력 때문에 효과적인 것으로 밝혀졌다. 이러한 기술은 실제 시나리오 시뮬레이션 및 디지털 객체와의 상호 작용을 허용한다. 이러한 프로세스가 수행되는 매력적인 방식은 작업 및 학습 결과 향상으로 이어진 것으로 밝혀졌다. VR 및 AR의 사용은 VR 및 AR 헤드셋에 의해 가능해진다. Oculus Quest 2, 마이크로소프트 홀로렌즈, 구글 글래스 및 zSpace는 모두 가상 및 증강 현실 헤드셋의 예시이다. 이 헤드셋은 다양한 운영 체제에서 실행되며, 그 중 일부는 헤드셋용으로 특별히 개발되었고, 다른 일부는 다른 스마트 기기에서 사용되는 일반 운영 체제의 수정 버전이다.[91][92][93]

## 도전 과제
지식 이전을 복잡하게 만드는 요인은 다음과 같다:
- "컴파일된" 또는 고도로 직관적인 역량을 인식하고 명확히 표현할 수 없는 능력 — 암묵적 지식 아이디어[31]
- 지식의 명시성에 대한 다른 견해[94]
- 지리 또는 거리[95]
- 정보 통신 기술(ICT)의 한계[96]
- 공유/상위 사회 정체성의 부족[97]
- 언어
- 전문 분야
- 내부 갈등(예: 전문적인 영역성)
- 세대 차이
- 노사 관계
- 인센티브
- 신념, 가정, 휴리스틱 및 문화적 규범 공유의 문제.
- 지식 이전을 위한 시각적 표현 사용(지식 시각화)
- 이전에 경험하거나 노출된 것
- 오해
- 잘못된 정보
- 지식 공유에 도움이 되지 않는 조직 문화("아는 것이 힘이다" 문화)
- 변화에 대한 저항 및 권력 투쟁과 같은 동기 부여 문제[98]
- 신뢰 부족
- 지식을 해석하고 흡수하는 수용자의 능력[98]
- 지식의 맥락(암묵적, 맥락 특정 지식)[98]
- 지식 공유 기회를 감지할 수 없는 능력

에버렛 로저스는 혁신의 전파 이론을 개척하며, 개인과 사회 네트워크가 새로운 아이디어, 관행 및 제품을 어떻게 그리고 왜 채택하는지에 대한 연구 기반 모델을 제시했다. 인류학에서는 확산 개념도 문화 간 아이디어의 확산을 탐구한다.

## 실천
- 멘토링
- 가이드 경험
- 시뮬레이션
- 가이드 실험
- 작업 쉐도잉
- 짝 작업
- 실천 공동체
- 내러티브 이전
- 실천

## 잘못된 사용
지식 이전은 종종 훈련의 동의어로 사용된다. 또한, 정보는 지식과 혼동되어서는 안 되며, 엄밀히 말하면 경험적 지식을 다른 사람에게 "이전"하는 것은 불가능하다. 정보는 사실 또는 이해된 자료로 생각할 수 있지만, 지식은 유연하고 적응 가능한 능력과 관련된다 – 정보1를 다루고 적용하는 개인의 고유한 능력. 이러한 적용의 유창함은 정보와 지식을 구별하는 부분이다. 지식은 암묵적이고 개인적인 경향이 있다; 한 사람이 가진 지식은 다른 사람이 사용하기 위해 정량화하고, 저장하고, 검색하기 어렵다.
지식 이전(KT)과 지식 공유(KS)는 때때로 상호 교환적으로 사용되거나 공통된 특징을 공유하는 것으로 간주된다. 일부 지식 관리 연구자들이 이 두 개념이 다소 유사하고 중복되는 내용을 가지고 있다고 가정하기 때문에, 특히 연구자와 실무자들 사이에서 특정 개념이 무엇을 의미하는지에 대한 혼란이 자주 발생한다. 이러한 이유로 KS와 KT와 같은 용어는 실제 의미에 대한 존중 없이 부정확하게 사용되며, 이러한 의미는 논문마다 달라질 수 있다.

## 같이 보기
- 실천 공동체
- 고객 지식
- 명시지
- 무지 관리
- 산업 지식 도용
- 정보화 사회
- 기관 기억
- 교수 이론
- 지식 경영
- 지식 태그 지정
- 지식 번역
- 미디어 풍부성 이론
- 기술 중개
- 기술이전
- 전이학습
- 가치 제시

## 추가 자료
- Fan, Y (1998). 《The Transfer of Western Management to China: Context, Content and Constraints》. 《Management Learning》 29. 201–221쪽. CiteSeerX 10.1.1.427.1879. doi:10.1177/1350507698292005. S2CID 31172513.
- Argote, L. et al. (2000). "Knowledge Transfer in Organizations: Learning from the Experience of Others", Organizational Behavior and Human Decision Processes, 82(1) (May): 1–8
- Castells, M. (1996). Conclusion, The Rise of the Network Society. The Information Age: Economy, Society & Culture, Volume 1. (pp. 469–478). Oxford: Blackwell
- Leonard, D.; and Swap, W. (2005) Deep Smarts: How to cultivate and transfer enduring business wisdom, HBSP. ISBN 1-59139-528-3
- Lipphardt, Veronika / Ludwig, David: Knowledge Transfer and Science Transfer, European History Online, Mainz: Institute of European History, 2011, retrieved: January 11, 2012
- Shaw, M. (2001). "Integrating Learning Technologies: The social-cultural, pragmatic and technology design contexts", Teaching and Learning with Technology, (6)
- Trautman, Steve (2006). "Teach What You Know: A Practical Leader's Guide to Knowledge Transfer" 보관됨 2017-07-10 - 웨이백 머신, Addison-Wesley
- Davenport, Thomas H.; and Prusak, Laurence (2000). Working Knowledge: How Organizations Manage What They Know, Boston Massachusetts, Harvard Business School Press
- Turner, (2006). Knowledge Transfer in Forest Landscape Ecology: A Primer. In: Forest landscape ecology, transferring knowledge to practice. Perera. A.H., Buse, L.J. and Crow, T.R. (Eds),  New York, Springer, 1–2.